# 罗坊镇
罗坊镇是中国江西省新余市渝水区的下辖一个镇，是新余市第一大镇，新余市亚中心。
罗坊镇位于新余市东北部，地处新余、樟树、新干、峡江交界处。东连樟树，接姚圩镇，西邻水西镇，北连水北镇，南与峡江、新干接壤。
全镇总面积270多平方公里，辖36个村委会，1个居委会，276个自然村。总人口近8万，总户数18598户，集镇人口超过1.5万人。
有耕地面积99215亩，其中水田79596亩，是新余市第一大镇。
罗坊镇始建于北宋天宝元年（公元968年），是一个千年古镇和商贸重镇。现在，罗坊镇是赣西地区最大的农副产品集散地，花生米、生猪、肉牛等市场辐射到周边许多县市。罗坊镇聚集了大量人流和物流，促进了该镇的产业发展。
罗坊镇有省爱国主义教育基地罗坊会议纪念馆，以及红军练兵场、红军工兵桥等13处红色革命遗址。

## 行政区划
现辖：
罗坊社区、罗家村、彭家村、湖头村、陂下村、邦甫村、长陇村、水东村、嵩山村、大港亭村、平塘村、江边村、院前村、竹山村、高勘村、草池村、南市村、槐江村、松林村、陈家村、黄花凌村、刘家村、川里村、绵山村、王年村、东边村、山田村、龚塘村、沙滩村、北岗村、章塘村、官塘村、胡家村、梦塘村、燕山村、新和村和开元村。

## 交通
- 沪昆铁路：罗坊站